# São Sisto (título cardinalício)
O título cardinalício de São Sisto tem uma gênese controversa. Segundo Kirsch e Duchesse, teria sido  intitulado Crescentianae, enumerado no sínodo romano de 1 de março de 499, provavelmente correspondente à Basílica Crescenziana mencionado no Liber Pontificalis e fundada pelo Papa Anastácio I. Discordante,  Cristofori acredita que o título de São Sisto foi estabelecido em 590 pelo Papa Gregório I para substituir o de Tigridae, estabelecida em torno de 112 pelo Papa Evaristo.
A igreja titular deste titulus é San Sisto Vecchio.

## Titulares protetores
- Romano (494-?), cardeal de Tigridæ
- Basso (590-?)
- Bonifácio (?) (590?-?)
- Félix (603-?)
- Donato (761-?)
- Bento (964- 993)
- Leão (993- 1012)
- Pedro (1012- 1037)
- Pedro (1037- 1060)
- Paulo Gentili (1088-1099)
- Sigizzone (ou Sigismundo) sênior (1099- circa 1100)
- Pietro Modoliense (circa 1100- 1117)
- Sigizzone iuniore (circa 1117-?)
- Arnaud de Villemur, C.R.S.A. (1350-1355)
- Nicolás Rosell, O.P. (1356-1362)
- Simon Langham (1368-1373)
- Luca Rodolfucci de Gentili (1378-1389)
- Leonardo Rossi (ou de Grifonio, ou de Ciffono, ou de Giffono, ou de Jovis Fano, ou de Rubeis), O.F.M. (1378-1407), pseudocardeal do antipapa Clemente VII
- Giovanni Dominici, O.P. (1408-1419)

Sede vacante (1419-1432)
- Juan Casanova, O.P. (1432-1436)

Sede vacante (1436-1440)
- Juan de Torquemada, O.P. (1440-1446)
- Ivan Stojković, O.P. (1440-1443), pseudocardeal do antipapa Félix V

Sede vacante (1446-1471)
- Pietro Riario, O.F.M. (1471-1475)
- Pedro Ferris (ou Ferrís, ou Ferriz) (1476-1478)
- Cosma Orsini (1480)
- Pierre de Foix O Jovem (1485-1490)
- Paolo Fregoso (ou Campofregoso) (circa 1490-1498)
- Georges I d'Amboise (1498-1510)
- Achille de Grassis (1511-1517)
- Tomás Caetano, O.P. (1517-1534)
- Nikolaus von Schönberg (ou Schomberg, ou Scomber), O.P. (1535-1537)
- Gian Pietro Carafa (1537-1541)
- Juan Álvarez y Alva de Toledo (1541-1547)
- Carlos de Bourbon-Vendôme (1549-1561)
- Philibert Babou de la Bourdaisière (1561-1564)
- Ugo Boncompagni (1565-1572)
- Filippo Boncompagni (1572-1586)
- Jerzy Radziwiłł (1587-1600)
- Alfonso Visconti (1600-1608)
- Giovanni Battista Leni (1608-1618)
- Francisco Gómez de Sandoval y Rojas (1621-1625)
- Laudivio Zacchia (1626-1629)

Sede vacante (1629-1634)
- Agostino Oreggi (1634-1635)
- Carlo de' Medici (1644-1645)
- Domenico Cecchini (1645-1656)
- Giulio Rospigliosi (1657-1667) Eleito Papa Clemente IX
- Giacomo Rospigliosi (1668-1672)
- Vincenzo Maria Orsini, O.P. (1672-1701) Eleito Papa Bento XIII em 1724
- Nicola Gaetano Spinola (1716-1725)
- Agostino Pipia, O.P. (1725-1729)
- Louis-Antoine de Noailles (1729)
- Francesco Antonio Finy (1729-1738)
- Vincenzo Ludovico Gotti, O.P. (1738-1742)
- Luigi Maria Lucini, O.P. (1743-1745)
- Carlo Vittorio Amedeo Ignazio delle Lanze (1747-1758)
- Giuseppe Agostino Orsi, O.P. (1759-1761)

Sede vacante (1761-1769)
- Giovanni Molino (1769-1773)
- Juan Tomás de Boxadors, O.P. (1775-1780)

Sede vacante (1780-1829)
- Jean-Baptist-Marie-Anne-Antoine de Latil (1829-1839)
- Gaspare Bernardo Pianetti (1840-1862)
- Filippo Maria Guidi, O.P. (1863-1872); in commendam (1872-1877)
- Lucido Parocchi (1877-1884)
- Camillo Siciliano di Rende (1887-1897)
- Giuseppe Antonio Ermenegildo Prisco (1898-1923)

Sede vacante (1923-1930)
- Achille Liénart (1930-1973)
- Octavio Antonio Beras Rojas (1976-1990)
- Ignatius Kung Pin-mei (1991-2000)
- Marian Jaworski (2001-2020)
- Antoine Kambanda (2020-)